# Lianhua Feng
Lianhua Feng (chinesisch 蓮花峰 ‚Lotosgipfel‘) ist ein Nunatak im ostantarktischen Prinzessin-Elisabeth-Land. Im Zentrum der Grove Mountains ragt er nordöstlich des Mount Harding auf. Seine Westflanke ist durch Blaueis gekennzeichnet.
Chinesische Wissenschaftler benannten ihn im Jahr 2000.